# ミスミグループ本社
株式会社ミスミグループ本社（ミスミグループほんしゃ、英: MISUMI Group Inc.）は、東京都千代田区に本社を置く機械加工製品の販売などを行う持株会社である。製造業の生産ラインや開発部門で必要とされるFA事業、金型用の精密機械部品事業、同社ブランド以外の他社商品も扱うVONAの3事業を主としている。

## 商号
ミスミグループは三住商事株式会社を発祥とする。1963年2月電子機器、ベアリングの販売を目的としてミスミグループを設立。会社名は創業者田口弘が、「三井物産」「三菱商事」「住友商事」のような、大きな会社にしたいという想いを込め、それぞれの会社から「三」「住」（ミスミ）という文字を取り名付けた。

## 沿革
- 1963年 -2月 三住商事株式会社設立
- 1965年 -7月 プレス金型用部品発売開始
- 1977年 -1月 プレス金型用標準部品カタログ創刊
- 1981年 -4月 物流拠点として関西プラント（現西日本流通センター）を開設
- 1985年 -5月 プラスチック金型用標準部品（現プラ型用標準部品）カタログ創刊
- 1987年 -9月 台湾に台北支店を開設
- 1988年 -2月 米国に現地法人「MISUMI USA, Inc.」を設立
- -9月 自動機用標準部品（現FA用メカニカル標準部品）カタログ創刊
- 1989年 -5月 台湾に現地法人「MISUMI TAIWAN CORP.」を設立し、台北支店の事業を継承
- -5月 社名を株式会社ミスミに変更
- 1991年 -4月 FA用エレクトロニクス部品（現FA用エレクトロニクス配線接続部品）カタログ創刊
- 1993年 -7月 切削工具（現工具・消耗品）カタログ創刊
- 1994年 -1月 東京証券取引所2部上場
- -4月 シンガポールに現地法人「MISUMI SOUTH EAST ASIA PTE. LTD.」を設立
- -7月 FA用加工部品（現メカニカル加工部品）カタログ創刊
- 1995年 -6月 FAコンピュータ部品（現FA用エレクトロニクス配線接続部品）カタログ創刊
- -8月 香港に現地法人「MISUMI E.A. HK LTD.」を設立
- 1997年 -1月 タイに現地法人「MISUMI (THAILAND) CO., LTD.」を設立、バンコクに営業拠点を開設
- 1998年 -9月 東京証券取引所1部指定替え
- 1999年 -5月 韓国に現地法人「MISUMI KOREA CORP.」を設立
- 2003年 -4月 ドイツに現地法人「MISUMI Europa GmbH」を設立
- -6月 中国上海に現地法人「SHANGHAI MISUMI PRECISION MACHINERY CO., LTD.（現MISUMI (CHINA) PRECISION MACHINERY TRADING CO., LTD.）」を設立
- 2005年 -2月 タイに現地法人「SURUGA (THAILAND) CO., LTD.」を設立
- -4月 株式交換により駿河精機を完全子会社化。持株会社化し、現社名に変更
- 2006年 -9月 韓国に現地法人「SURUGA KOREA CO., LTD」を設立
- 2009年 -3月 インドに現地法人「MISUMI INDIA Pvt. Ltd.」を設立
- 2010年 -11月 他社ブランド商品を販売する新事業「ミスミVONA（ヴォーナ）」を開始
- 2012年 -11月 米国金型メーカーの「Dayton Progress Corporation」及びThe AnchorDanly CompanyのComponents事業会社である「Anchor Lamina America Inc.」を買収
- 2013年 -1月 中国南通に現地法人「SURUGA SEIKI (NANTONG) CO., LTD」を設立
- -1月 インドネシアに現地法人「PT. MISUMI INDONESIA」を設立
- -3月 西安(中国)に営業拠点を開設
- -5月 厦門(中国)に営業拠点を開設
- -9月 チカラン(インドネシア)に営業拠点・配送センターを開設
- 2014年 -3月 南通(中国)に生産拠点として南通工場を開設
- -7月 株式会社駿河生産プラットフォームが一般社団法人日本能率協会の2014年度GOOD FACTORY賞「ものづくりプロセス革新賞」を受賞
- -9月 プネ(インド)に営業拠点を開設
- 2015年 -3月 VONA事業カタログ8冊を発刊
- -4月 株式会社ミスミが「株式会社ダイセキ」を子会社化
- -10月 ベトナムに生産拠点として駿河ベトナム第4工場を開設
- 2016年 -7月 ベトナムに現地法人「MISUMI VIETNAM CO., LTD.」を設立
- 2017年 -11月 メキシコに現地法人「MISUMI Mexico S. de R.L. de C.V.」を設立
- 2019年 -4月 愛知県稲沢市に中日本流通センターを開設
- 2022年- 10月3日  デジタル部品調達サービスmeviyの北米での事業開始[4]。

## 国内拠点
- 株式会社ミスミ
- 株式会社駿河生産プラットフォーム
- 駿河精機株式会社
- 三島精機株式会社
- 日本デイトンプログレス株式会社

## 海外営業拠点
- MISUMI USA, Inc.
- MISUMI Europa GmbH
- MISUMI (CHINA) PRECISION MACHINARY TRADING Co., Ltd.
- MISUMI E.A. HK LTD.
- MISUMI KOREA CORP.
- MISUMI TAIWAN CORP.
- MISUMI (THAILAND) CO., LTD.
- MISUMI SOUTH EAST ASIA PTE. LTD
- MISUMI MALAYSIA SDN. BHD.
- MISUMI INDIA Pvt. Ltd.
- PT MISUMI INDONESIA
- SURUGA SEIKI SALES & TRADING (SHANGHAI) Co., Ltd.
- MISUMI VIETNAM CO., LTD.
- MISUMI MÉXICO,S. DE R.L. DE C.V.
- SURUGA SEIKI SALES & TRADING (SHANGHAI) Co., Ltd.
- SURUGA SEIKI Co., Ltd.TAIWAN BRANCH
- SURUGA SEIKI San Jose Office
- Dayton Lamina Corporation

## 海外生産拠点
- SAIGON PRECISION CO., LTD.
- SURUGA SEIKI (SHANGHAI) CO., LTD.
- SURUGA (THAILAND) CO., LTD.
- SURUGA KOREA CO., LTD.
- SURUGA INDIA Pvt. Ltd.
- SURUGA SEIKI (NANTONG) CO., LTD.
- Dayton Lamina Corporation